# Розенхюгель (резервуар)

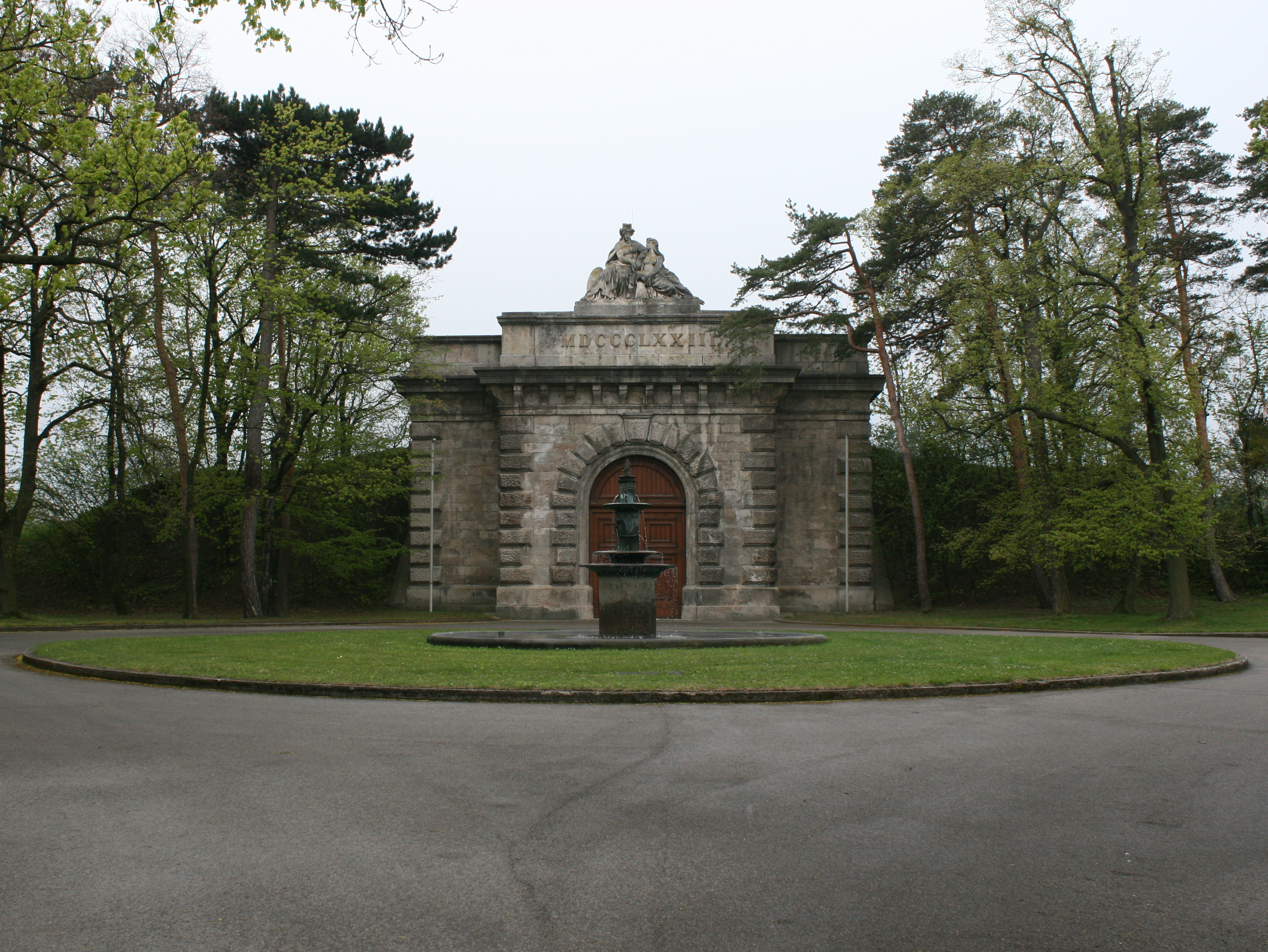
Входной портал

Розенхюгель — водный резервуар в системе водоснабжения Вены. Является конечным пунктом первой линии снабжения Вены высокогорной водой. Отсюда вода, поступившая с Ракса и Шнеберга, направляется в городской водопровод. Сооружение управляется 31-м отделом Магистрата Вены. Является памятником архитектуры Австрии.

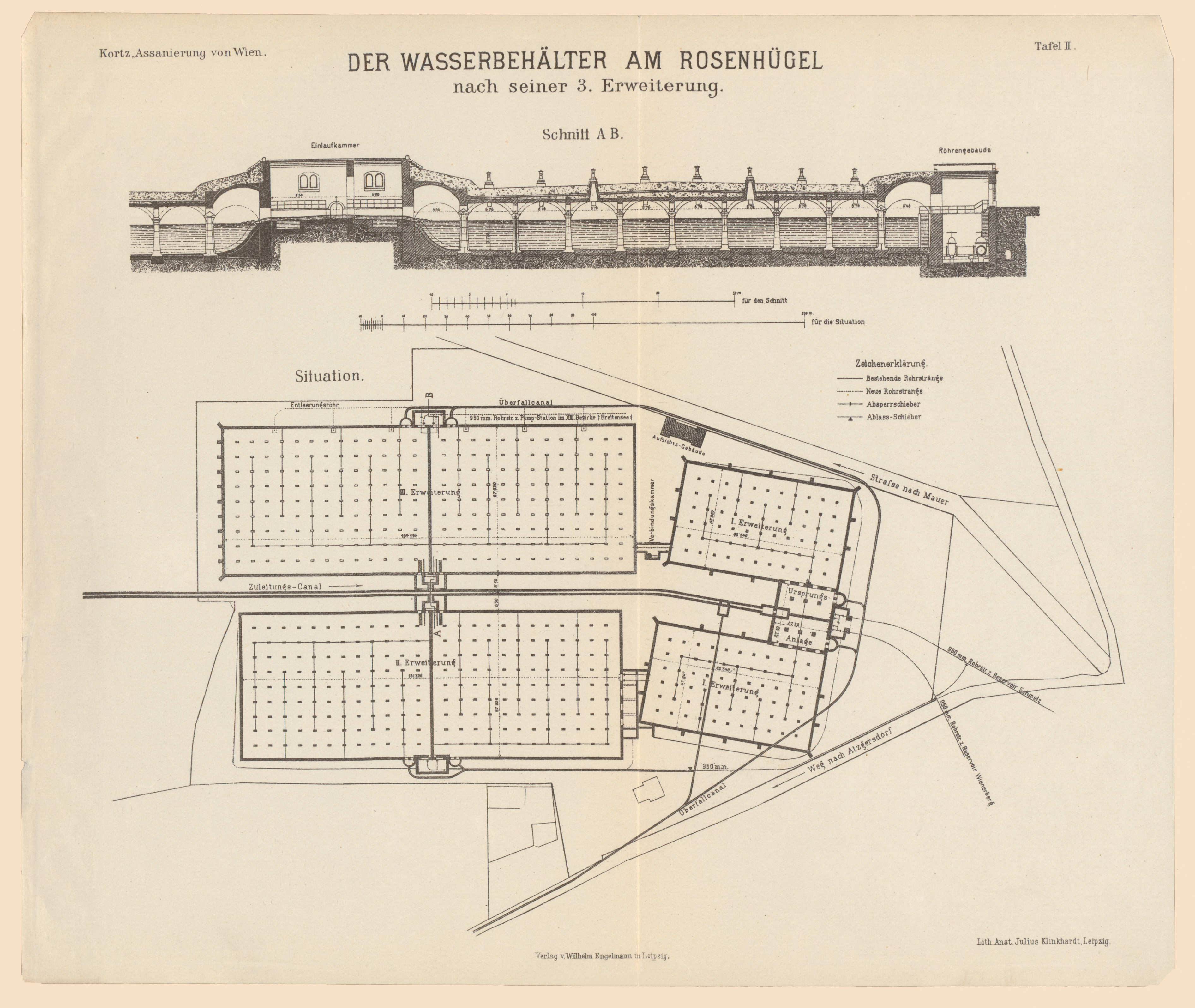
План резервуара на начало XX века

Розенхюгель находится в самой Вене, на юго-востоке Хитцинга, непосредственно у границ с Лизингом и Майдлингом.

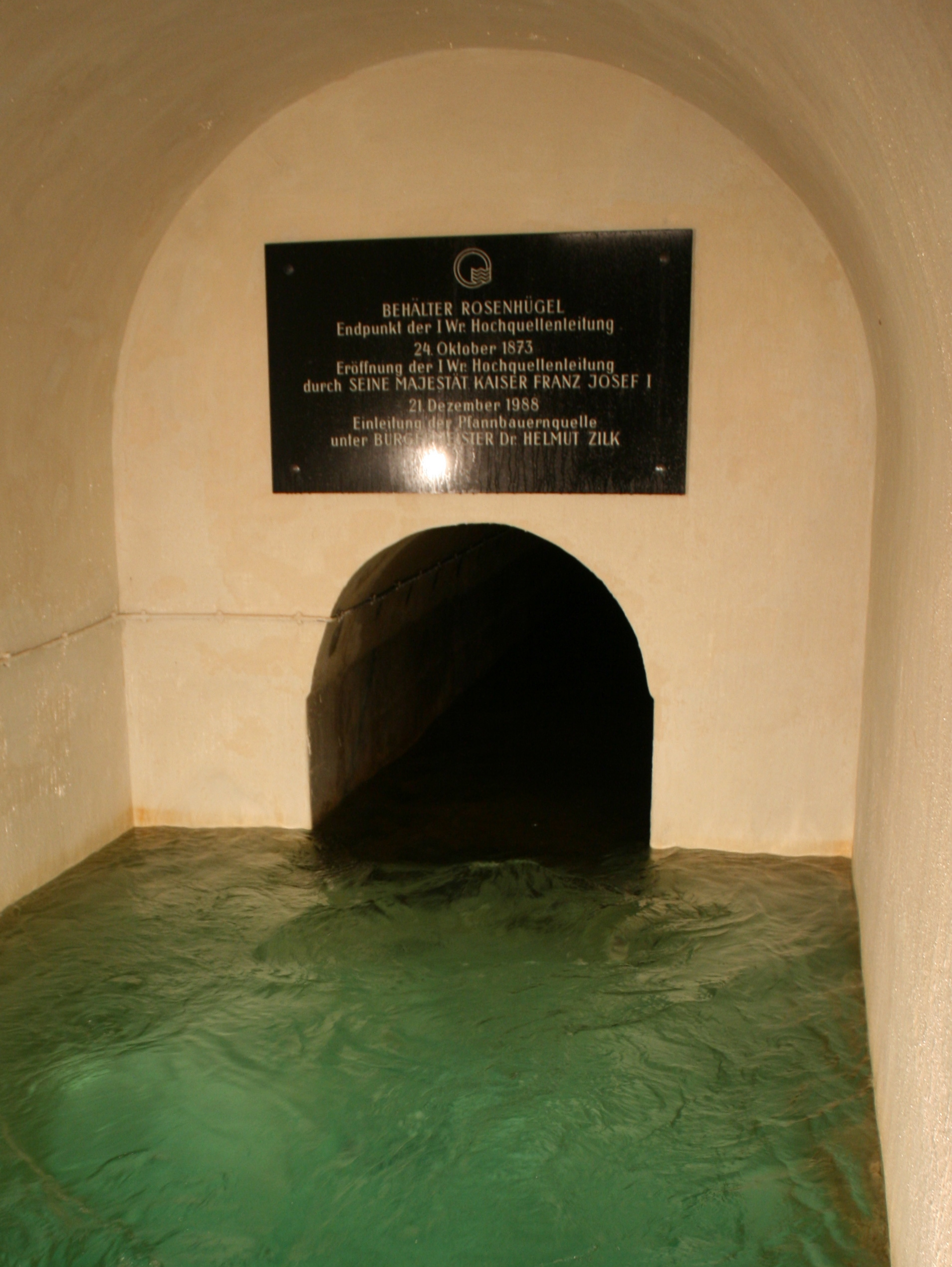
Вход линии водоснабжения в резервуар

Резервуар был спроектирован и построен как часть первой линии водоснабжения города. Строительство началось 21 апреля 1870 года, первая вода в резервуар поступила 1 сентября 1873. Официально открыт (вместе со всей линией водоснабжения) кайзером Францем Иосифом 24 октября того же года, в рамках Всемирной выставки, проходившей в Вене. Высокое расположение (примерно 245 м) упрощало доставку воды в город: она шла самотёком. Предназначение резервуара было в создании напора и сглаживании пиков расхода воды. С этой целью, резервуар изначально мог вмещать до 2500 м³ воды, чего, правда, оказалось совершенно недостаточно — несмотря на то, что это был крупнейший в городе закрытый резервуар.
С тех пор Розенхюгель был расширен несколько раз, и теперь может вмещать около 140 000 м³ воды, что составляет примерно треть среднесуточного потребления города, он по-прежнему является самым крупным резервуаром в городе. При расширении, вместо перестройки существующего резервуара, к нему достраивались соседние цистерны. Общее число их на сегодняшний момент достигло шести. Первое расширение было проведено уже в 1878 году — всего через пять лет после ввода сооружения в строй.
Резервуар является подземным сооружением. На поверхности находится лишь исторический портал в первую цистерну, а также входы к гигантским цистернам 3-го расширения. Входной портал, в духе того времени, является внушительным каменным строением с массивной деревянной дверью. На его крыше находятся скульптуры святой Варвары и наяд. На площади перед ним расположен небольшой фонтан.
Хотя обустройство земельного участка над резервуаром напоминает парк, он не доступен для посетителей. Вся территория огорожена и закрыта.